# Istra
Istra (russisch Истра) ist eine Stadt mit 35.111 Einwohnern (Stand 14. Oktober 2010) im Westen der Oblast Moskau, etwa 56 Kilometer von der russischen Hauptstadt Moskau entfernt. Sie liegt am gleichnamigen Fluss Istra.

## Geschichte
Istra wurde im Jahr 1589 als Woskressenskoje (Воскресенское, „Auferstehungs(ort)“) erstmals erwähnt und 1781 zur Stadt Woskressensk (Воскресенск) erhoben. Ihre heutige Bezeichnung, welche die Lage der Stadt am Fluss Istra widerspiegelt, erhielt sie erst in sowjetischer Zeit im Jahre 1930.
Im Zweiten Weltkrieg war Istra für kurze Zeit unter deutscher Besatzung und wurde bei Gefechten schwer getroffen.

### Bevölkerungsentwicklung
| Jahr | Einwohner |
| ---- | --------- |
| 1926 | 3.281     |
| 1939 | 7.323     |
| 1959 | 6.982     |
| 1970 | 16.272    |
| 1979 | 30.263    |
| 1989 | 35.046    |
| 2002 | 33.652    |
| 2010 | 35.111    |

Anmerkung: Volkszählungsdaten

## Sehenswürdigkeiten

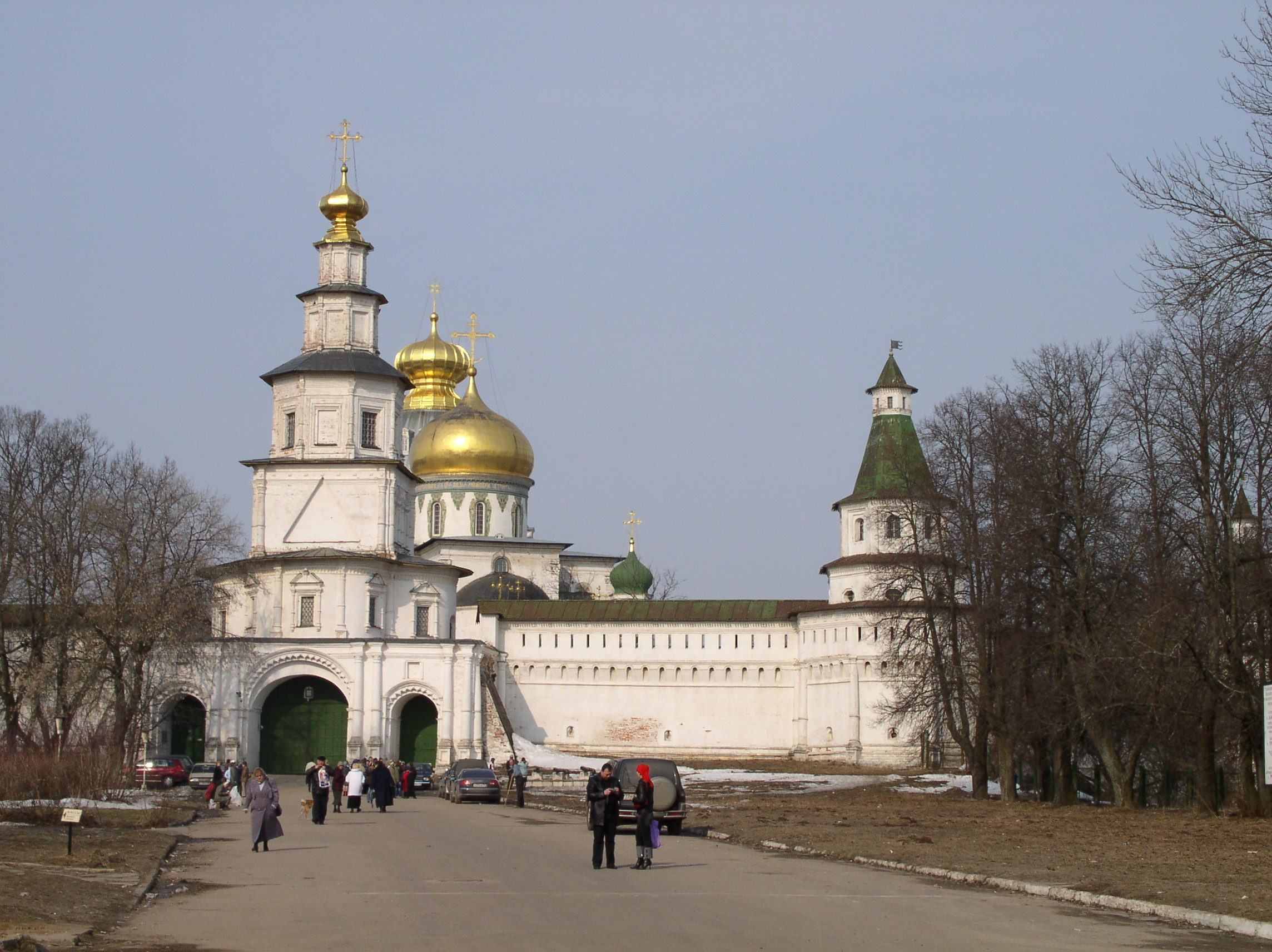
Eingangstore des Klosters Neu-Jerusalem in Istra

Die wohl größte Sehenswürdigkeit der Stadt ist das aus dem 17. Jahrhundert stammende orthodoxe Neu-Jerusalemer Auferstehungs-Männerkloster (Воскресенский Новоиерусалимский Мужской Монастырь). Es wurde im Jahre 1656 vom Patriarchen Nikon gegründet und beherbergt bis heute mehrere Sakralbauten aus dem 17. Jahrhundert.

## Wirtschaft und Infrastruktur
Die Industrie spielt in Istra keine große Rolle. Es gibt in der Stadt einige Nahrungsmittelfabriken, eine Möbel- und eine Textilfabrik. Die Fabrik „Roentgenprom“ produziert medizinische Röntgenapparate.
Westlich von Istra befindet sich bei 55° 55′ 26″ N, 36° 49′ 10″ O eine große Hochspannungsversuchsanlage. Im Forschungsinstitut für Elektromechanik entwickelte man elektrische Schutzsysteme für Raumfahrzeuge, Flugzeuge und Kraftwerke. Der Marx-Generator wurde für eine Entladungsleistung von drei Megawatt konzipiert, der Impulsspannungsgenerator liefert neun Megawatt. Damit wurden mitunter 150 Meter lange Blitze erzeugt.
Nahe der Forschungseinrichtung befindet sich das Testgelände »Allure« mit einem stationären EMP-Simulator.
Teile des  Allure-Komplexes mit einer Kuppel von 118,40 Metern Höhe und 236,50 Metern Durchmesser stürzten am 25. Januar 1985 am Ende der Bauarbeiten ein. Der mit der Bauaufsicht betraute Parteifunktionär wurde versetzt und durch Boris Jelzin ersetzt.
In der Umgebung ist die Landwirtschaft weit verbreitet. Dank der Nähe des Klosters Neu-Jerusalem stellt auch der Tourismus einen wichtigen Wirtschaftsfaktor.
Über die Fernstraße M9 ist Istra an das russische Schnellstraßennetz angeschlossen. Sie hat des Weiteren einen Bahnhof an der Bahnstrecke Moskau–Riga. Über diesen bestehen regelmäßige Regionalverkehrsverbindungen mit Moskau, darunter dem Rigaer Bahnhof.

## Persönlichkeiten
- Nikolai Pogodin (1930–2003), Schauspieler, in Istra geboren

## Partnergemeinden
- Bad Orb, Deutschland seit 2003
- Rakovník, Tschechien
- Djurtjuli, Russland
- Pinsk, Belarus
- Petritsch, Bulgarien
- Kościan, Polen
- Łobez, Polen